# Stawy (Dęblin)
Stawy – osiedle (SIMC 0955874) w północnej części miasta Dęblina.
Głównym ośrodkiem jest istniejąca tam jednostka wojskowa. Dzieci mają możliwość uczęszczania do przedszkola i szkoły podstawowej. Wokół osiedla są rozległe połacie lasów, głównie iglastych. Przez osadę przebiega linia kolejowa nr 26 łącząca Dęblin z Rykami i dalej do Łukowa. Osiedle zamieszkuje ok. 500 osób.
Wierni Kościoła rzymskokatolickiego należą do parafii Najświętszego Zbawiciela w Rykach.

## Historia
W styczniu 1921 roku w lasach, w sąsiedztwie wsi Stawy, rozpoczęto budowę Zakładów Amunicji, dających początek Głównej Składnicy Uzbrojenia Nr 2.
1 lipca 1924 Minister Spraw Wojskowych generał dywizji Władysław Sikorski zmienił „dotychczasową nazwę terenu przynależnego do centralnych składów amunicji Nr 2 w Dęblinie: «Baraki Leśne» na «Stawy»”.
W dwudziestoleciu międzywojennym w jednostce znajdowała się ogromna składnica amunicji. Odegrała ona dużą rolę w kampanii wrześniowej. W czasie trwania walk, wozami konnymi i koleją dostarczana była amunicja dla walczących oddziałów. Dowódca SGO Polesie generał brygady Franciszek Kleeberg wydał rozkaz marszu na Dęblin, aby zdobyć zapasy wojskowe zgromadzone w Centralnej Składnicy Uzbrojenia w Stawach. Nie wiedział jednak, że w połowie września składnica została celowo zniszczona na rozkaz dowódcy Frontu Północnego, gen. Stefana Dąba-Biernackiego przez żołnierzy rezerwowej 39 Dywizji Piechoty dowodzonej przez gen. bryg. Brunona Edwarda Olbrychta. SGO Polesie nie dotarła do Stawów i wobec braku amunicji oraz szans na kontynuowanie walki po bitwie pod Kockiem złożyła broń. 
W 1944 w związku ze zbliżaniem się od wschodu Armii Czerwonej został wydany przez Rząd Polski rozkaz, aby rozpocząć akcję "Burza" mającą na celu rozpoczęcie wyzwalania polskich miast, zanim wkroczą do nich oddziały Armii Czerwonej. W akcji "Burza" brał udział także 15 pułk piechoty AK, który opanował Ryki, następnie ruszył w kierunku składnicy uzbrojenia Stawy, zdobył ją i przekazał Armii Czerwonej. 
Obecnie jednostka pełni funkcję bazy materiałowej.

## Krzyż
Przy ostatnim zakręcie na drodze Ryki–Dęblin przez Stawy, w lesie jest krzyż upamiętniający ludzi rozstrzeliwanych tam przez Niemców w czasie wojny. Zwany jest: Krzywy Hojak.